# Mint Museum

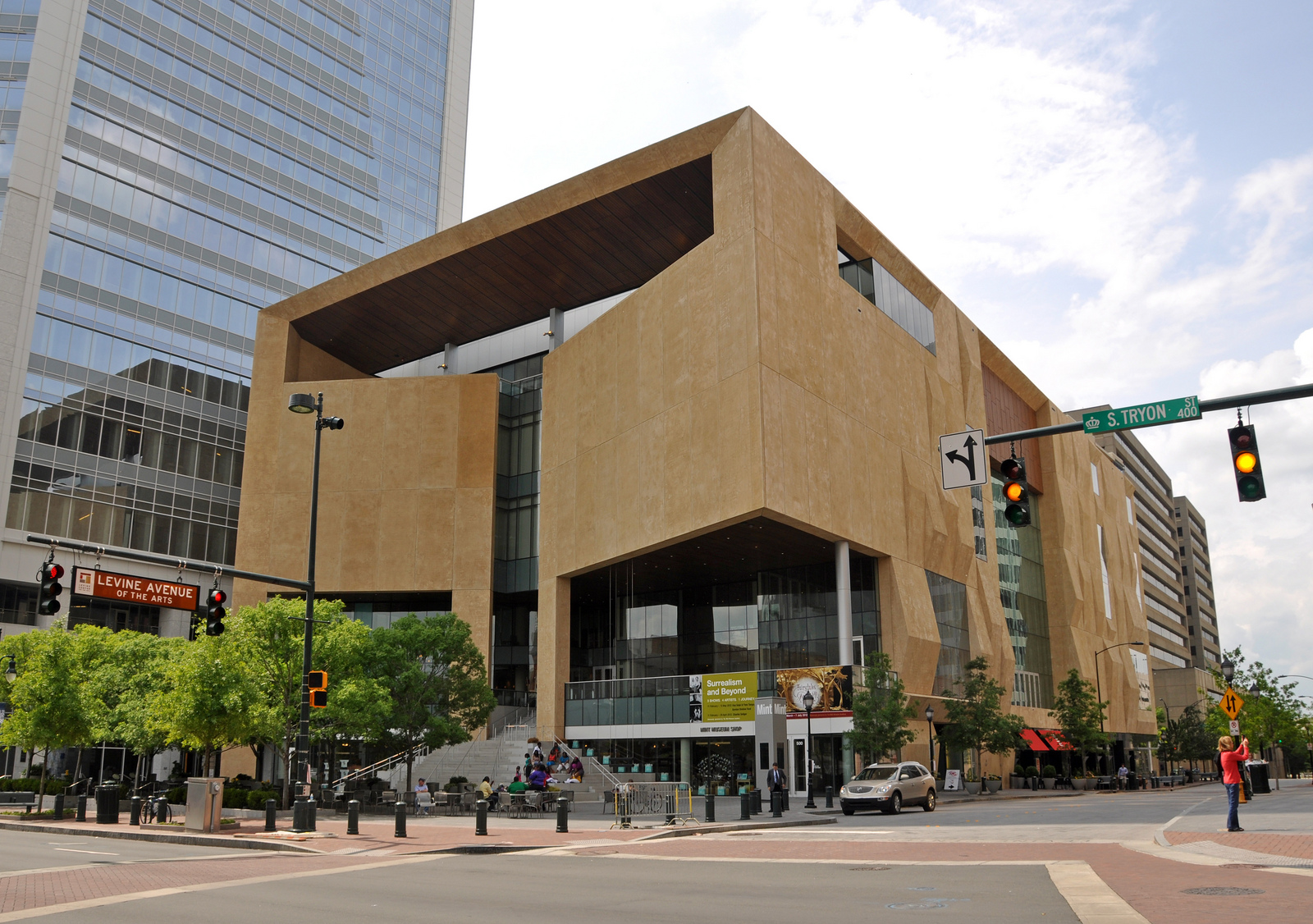
Mint Museum Uptown

Das Mint Museum ist ein Kunstmuseum in Charlotte, North Carolina, und gilt als das erste Kunstmuseum des Bundesstaates. Es besteht aus zwei Standorten: dem Mint Museum Randolph und dem Mint Museum Uptown. Die Sammlungen umfassen ein breites Spektrum an Kunstwerken, darunter amerikanische Kunst, zeitgenössische Kunst, Kunst der alten Amerikas sowie Kunsthandwerk und Design. Das Museum bietet das ganze Jahr über wechselnde Ausstellungen und Veranstaltungen.

## Geschichte
Die Ursprünge des Mint Museums gehen auf das Jahr 1837 zurück, als in Charlotte eine Zweigstelle der United States Mint eröffnet wurde, die sich auf die Prägung von Goldmünzen spezialisierte. Nach der Schließung wurde das Gebäude 1936 als Mint Museum of Art wiedereröffnet und war damit das erste Kunstmuseum in North Carolina. Im Jahr 2010 wurde das Mint Museum Uptown im Levine Center for the Arts eröffnet, um die wachsenden Sammlungen und Ausstellungen zu beherbergen.

## Architektur

Mint Museum Randolph

Das ursprüngliche Gebäude des Mint Museum Randolph ist ein Bauwerk im Federal Style, das 1836 von dem Architekten William Strickland entworfen wurde. Es wurde 1936 an seinen heutigen Standort auf der Randolph Road verlegt. Das Mint Museum Uptown, entworfen von Machado and Silvetti Associates, wurde 2010 eröffnet und bietet auf fünf Etagen moderne Ausstellungsräume sowie Einrichtungen für Veranstaltungen und Bildungsprogramme.

## Sammlungen
Die Sammlungen des Mint Museums sind vielfältig und umfassen
- Europäische Kunst (Mint Museum Randolph): Gemälde und Kunsthandwerk vom Ende des 15. Jahrhunderts bis zum Anfang des 20. Jahrhunderts. Viele der ausgestellten Objekte wurden in den letzten fünfzig Jahren von Familien aus der Region gestiftet.
- Amerikanische Kunst: Rund 900 Werke vom späten 18. Jahrhundert bis etwa 1945, darunter Porträts und Landschaftsmalereien des 19. Jahrhunderts, u. a. von John Singleton Copley, Gilbert Stuart, Thomas Sully; Maler der Hudson River School, darunter Thomas Cole und Sanford Robinson Gifford; The Ashcan School, darunter Werke von Robert Henri, William Glackens, George Bellows, George Luks, Everett Shinn und Ernest Lawson.
- Kunst der antiken Amerikas: Etwa ?.000 Objekte aus über 40 Kulturen, die mehr als 4500 Jahre Geschichte abdecken.
- Zeitgenössische Kunst: Ungefähr 2230 Objekte, darunter Werke auf Papier, Skulpturen und Fotografien ab 1945.
- Kunsthandwerk und Design: Über 2500 Werke aus Glas, Metall, Textil, Holz, Keramik und anderen Materialien, die die Entwicklung des Kunsthandwerks vom 19. Jahrhundert bis heute zeigen.
- Historische Kostüme und Mode: Fast 10.000 Kleidungsstücke und Accessoires vom frühen 18. Jahrhundert bis zur zeitgenössischen Haute Couture.